# ديفيد إلم
ديفيد إلم (بالسويدية: David Elm)‏ (مواليد 10 يناير 1983 في برواكولا - السويد) لاعب كرة قدم سويدي يلعب حاليا لصالح نادي الدرجة الممتازة فولهام الإنجليزي منذ 2009 في مركز المهاجم . .

## روابط خارجية
- ديفيد إلم على موقع اتحاد السويد (السويدية)
- ديفيد إلم على موقع قاعدة بيانات كرة القدم.إي يو (الإنجليزية)
- ديفيد إلم على موقع Soccerbase.com (لاعب) (الإنجليزية)
- ديفيد إلم على موقع Soccerway.com (الإنجليزية)
- ديفيد إلم على موقع عالم كرة القدم.نت (الإنجليزية)
- ديفيد إلم على موقع كووورة